# Sport à Pertuis
Pertuis, commune française, située dans le département de Vaucluse et la région Provence-Alpes-Côte d'Azur offre un large panorama sportif pour une ville de 18 000 habitants.

## Installations sportives

### Salles couvertes et gymnases
- Gymnase Saint-Roch (Particulièrement destiné aux sports de combat (Boxe, Kung Fu, Wu Dao)
- Gymnase du Tourrier
- Gymnase Lycée Val de Durance
- Salles de la Rue du Stade (2 salles polyvalentes plutôt orienté danse, une salle de musculation et le siège du Club Sportif Pertuisien[1]

### Complexes sportifs
- Complexe sportif de Verdun avec une salle multisport (Basket, Handball, etc.), une salle pour la gymnastique, une petite salle pour les associations de gymnastique (Taekwondo, Gym volontaire), une salle pour le tir (air comprimé), une salle pour le tennis de table.

Le complexe sportif de Verdun accueille aussi les bureaux du Service des Sports de la ville de Pertuis.
- Complexe sportif du Farigoulier avec terrain du Mini-Bolid Club de Pertuis (modèles réduits auto), Club de Tir (pour le tir à balle), terrain de Moto-cross, terrain de rugby à XV, terrain de slopstyle BMX et VTT (en cours de rénovation)
- Salle de sport Spark Bodyfit (https://www.spark-bodyfit.com/). Un club avant tout convivial où nous mettons tout en œuvre pour vous proposer un large panel d’activités sportives et artistiques. Le renforcement musculaire avec un vrai plateau de musculation libre et guidé, le cardio, les cours collectifs, la danse, le suivi personnalisé. Vous avez également accès à une zone extérieure avec une cage de crossfit et la possibilité de faire des entraînements en plein air à l’américaine. À l’inverse des salles low cost automatisées vous trouverez toujours une présence à l’accueil 7j/7 de 6h à 22h en semaine, 8h à 21h le samedi et 9h à 19h le dimanche. Le suivi est assuré non pas par de simples coachs mais par des passionnés qui pourront s’entraîner avec vous. A très vite dans votre nouveau club de Pertuis pour faire le plein de motivation.

### Piscines
- Piscine communautaire René Guibert[2]. Elle est utilisable suivants horaires par le public, les scolaires, Pertuis Natation et la CPA. On y pratique la Natation pour jeunes, ados, adultes et maternité, l'Aquagym et le Water polo.

### Stades

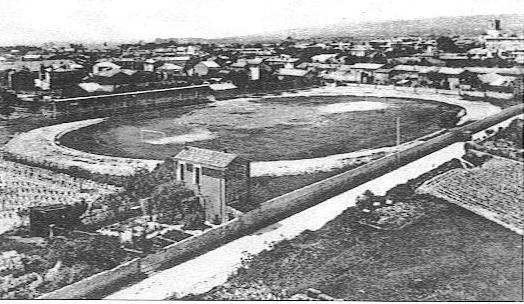
Vélodrome du stade Bonnaud en 1906

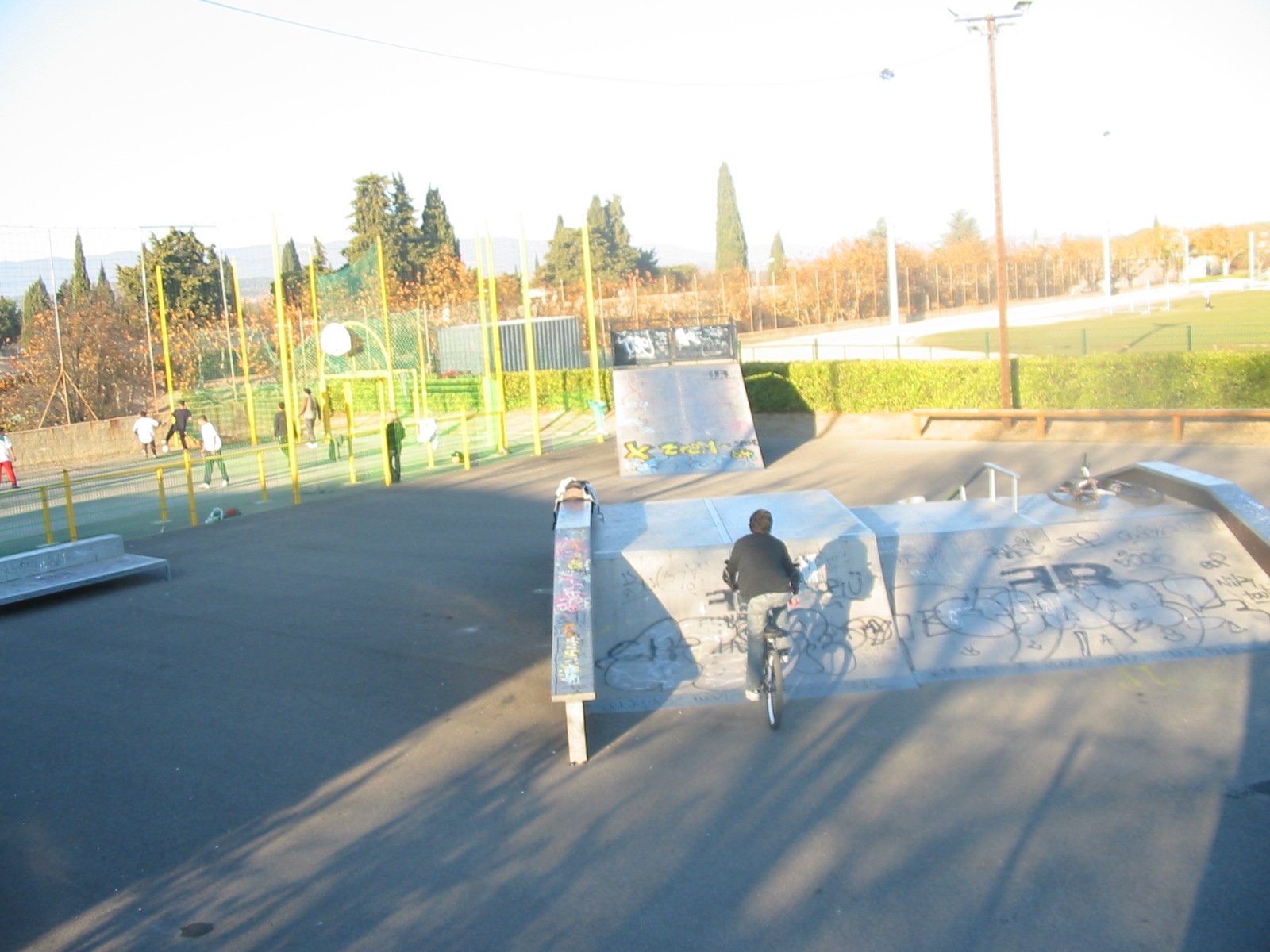
Skate-Park Stade de Verdun

- Stade de Verdun : Stade d'athlétisme, terrain en herbe, piste d'athlétisme.
- Stade du Tourrier : terrain de football en stabilisé.
- Le stade André Bonnaud qui à l'origine était un vélodrome créé en 1898par la société Pertuis Vélo. Des courses cyclistes y furent organisées jusqu'en 1935. Le vélodrome fut démoli et remplacé par des courses de chevaux et d'ânes. Il devient municipal et fut réaménagé entre 1949 et 1951. Actuellement il comporte un terrain de football en herbe, plusieurs pistes de jeux de boules (pétanque et jeu provençal). Ce stade a une capacité de 1 500 places dont 270 assises[3]

### Divers
- La dévalade : 20 terrains de pétanque et jeu provençal et 4 terrains de Boules lyonnaises.
- Il existe aussi dans la commune beaucoup de salles privées pour la pratique de la Danse, la gymnastique, la musculation, le judo, les arts martiaux, l'aquagym, la musculation...
- On trouve également plusieurs établissements pour la pratique de l'équitation et de ses dérivés.
- La Durance est également utilisée pour le canoë-kayak (entrainement de base).

## Sport de haut niveau
La ville n'a pas de club de haut niveau par contre elle possède des entraineurs ex-internationaux et des licenciés de niveau international.

### Personnalités ayant été licenciés à Pertuis
- 2005-2009 : le cycliste Luc Leblanc (champion du monde sur route 1994 de cyclisme) fut directeur sportif de l' Union Cyclisme Sud Luberon (UCSL).
- 1994-1998 : le footballeur Daniel Xuereb (Champion Olympique avec la France en 1984, 8 fois international et 3e de la Coupe du monde de football de 1986) fut entraineur-joueur à l'USRP.
- 2001: le karatéka Thomas GALLIAN pensionnaire du karate club pertuisien devient pour la deuxième fois champion d'Europe (catégorie cadet et junior -75 kg)

## Sport amateur

### Clubs amateurs

#### Sections du CSP
- Athlétisme
- Badminton
- Basket-Ball
- Boxe française
- Gymnastique[4]
- Handball
- Kung fu
- Musculation
- Nage avec palmes
- Course d'orientation[5]
- Plongée[6]
- Sport boules
- Tennis de table[7]
- Volley-Ball[8]

#### Autres clubs
Canoë-kayak: Canoë-kayak Durance Luberon
escalade : le 1er novembre 2008 a été inauguré une salle d'escalade à Pertuis
Football : Union Sportive Renaissance Pertuisienne
L'USRP résulte de la fusion de trois clubs en 1920 : le Football Club Pertuisien créé en 1917, le Club Sportif Pertuisien créé en 1918 et l'Union club de Pertuis qui existait avant 1914.
Pour la saison 2009/2010 le club joue en promotion d'honneur A (PHA) et la réserve en promotion de 1re division de ligue.
Moto-cross : Moto-club Durance Luberon
Il fut créé en 1951. Il est affilié à la fédération française motocycliste et à la ligue motocycliste régionale de Provence depuis 1953. Le club a organisé plusieurs fois des manches du championnat de France. Les bolides utilisent actuellement la piste du Farigoulier.
Rugby à XV : Rugby Club Pertuisien
Le Rugby Club Pertuisien a été créé le 15 avril 1971. Pendant les deux premières saisons les matchs à domicile se déroulaient à Cadarache. Ensuite l'équipe a joué au stade de Verdun et depuis la saison 1978/1979 le rugby club s'est installé au complexe du Farigoulier.
Ski : Ski Club Pertuis Luberon créé en 1966 organise des sorties dominicales ou des week-ends.
Tennis : Tennis Club Pertuisien
Le tennis club dispose de 6 courts en quick dont 4 éclairés et un club house. Pour la saison 2010 les 3 équipes féminines séniors jouent respectivement en prénational, régional et prérégional et les 3 équipes masculines séniors en prérégional, départemental seconde division et départemental troisième division.
Tir : Club de Tir de Pertuis
Pour le 10m, le stand de tir se situe dans le complexe sportif de Verdun, le stand 25m/50m est situé au complexe du Farigoulier.
Natation : Pertuis Natation

## Évènements sportifs

### Évènements annuels
Trois jours de Vaucluse
Les Trois jours de Vaucluse sont une course cycliste par étapes française disputée dans le département de Vaucluse (département). Sa première édition a eu lieu en mars 2007. Elle fait partie de l'UCI Europe Tour, en catégorie 2.2. Elle est organisée par Bernard Morénas et l'Union Cycliste Sud Luberon. L'édition 2010, prévue fin février, est annulée en raison de problèmes financiers.
Le marathon du Luberon
En octobre ou novembre se dispute depuis 1997 le Marathon de Provence-Luberon qui comporte plusieurs épreuves : marathon (individuel et en duo), semi-marathon (21 km), 10 km et randonnée. Après avoir débuté en 1997 avec 1 010 concurrents et culminé à  4 000 concurrents en 2004, l'édition 2010 a accueilli  3 111 concurrents et a été parrainée par deux champions Dominique Chauvelier et David Antoine.

## Cérémonie annuelle
Tous les ans en décembre la mairie organise le Trophée des sports récompensant les sportifs pertuisiens qui se sont illustrés dans l'année au niveau international, national ou régional (y compris pour les épreuves scolaires).